# Криволуцкое сельское поселение
Криволу́цкое се́льское посе́ление — упразднённое сельское поселение в Шацком районе Рязанской области. Поселение утверждено 14 апреля 2009 года, советом депутатов муниципального образования Криволуцкое сельское поселение, в связи с законом «О наделении муниципального образования — Шацкий район статусом муниципального района», принятый Рязанской областной Думой 22 сентября 2004 года.
Административный центр — село Кривая Лука.

## История
Законом Рязанской области от 11 мая 2017 года № 24-ОЗ, были преобразованы, путём их объединения, Лесно-Полянское и Криволуцкое сельские поселения — в Лесно-Полянское сельское поселение с административным центром в посёлке Лесная Поляна.

## Население
| 2010 | 2012 | 2013 | 2014 | 2015 | 2016 | 2017 |
| ---- | ---- | ---- | ---- | ---- | ---- | ---- |
| 435  | ↘408 | ↘384 | ↘367 | ↘347 | ↘341 | ↘324 |

## Состав сельского поселения
В состав сельского поселения входят 7 населённых пунктов
- Александровка (деревня) — 2[11]
- Апушка (село) — 250[11]
- Кривая Лука (село, административный центр) — 259[11]
- Криволуцкие Дворики (посёлок) — 0[11]
- Мельница (деревня) — 6[11]
- Славка (деревня) — 1[11]
- Старая Покровка (село) — 39[11]